# Isztar Zawadzki
Isztar Zawadzki né le 9 février 1939 et mort le 11 février 2023, est un météorologue québécois (Canada), d'origine polonaise et argentine. Professeur émérite au département des sciences atmosphériques et océaniques de l'Université McGill à Montréal, il est spécialisé en météorologie radar, un domaine où il a fait d'importants apports.

## Biographie
Le Dr Zawadzki est né à Varsovie en Pologne le 9 février 1939  juste avant le déclenchement de la Seconde Guerre mondiale. Fuyant l'antisémitisme et la guerre, sa mère s'est réfugiée avec lui en URSS, puis  en Argentine. C'est dans ce pays qu'il a reçu une licence en sciences physiques à l'université de Buenos Aires en 1963,. Il se spécialise ensuite en météorologie radar  en faisant une Maîtrise (M.Sc 1968) et un doctorat (PhD. 1972) à l'Université McGill de Montréal,. 
Après ses études, il a d'abord été professeur à l'Université du Québec à Montréal (UQÀM) durant les années 1970 où il est devenu directeur des études en sciences de l'atmosphère de 1971 à 1982, puis directeur du département de physique de 1988 à 1992. Il est ensuite devenu professeur à l'Université McGill jusqu'à la fin des années 2000. À cette université, il a été le directeur de l'Observatoire radar J.S. Marshall, où il a dirigé plusieurs étudiants qui ont publié des articles importants. 
Le docteur Zawadzki a pris sa retraite en 2010 mais a continué toujours d'occuper un poste de professeur émérite. Il est spécialisé en radar météorologique, physique des nuages et en prévision immédiate. Il meurt à 84 ans le 11 février 2023 après avoir subi un deuxième accident vasculaire cérébral (AVC).

## Recherches et notoriété
Isztar Zawadzki est l'auteur ou le co-auteur de plus de 117 articles portant sur un large éventail d'applications des données du radar météorologique et sur la physique des nuages dont l'amélioration des connaissances des processus de formation et la distribution des précipitations hivernales et estivales comme la croissance des gouttes, le givrage de flocons de neige, etc..
Au niveau national et international, le docteur Zawadzki a été directeur du Centre coopératif de recherche en mésométéorologie (McGill-UQAM-SMC) et scientifique sénior du Programme canadien de recherche en météorologie (Environnement et Changement climatique Canada). Le docteur Zawadzki a reçu,, :
- 1991, Médaille Patterson pour contribution exceptionnelle à la météorologie au Canada ;
- 1998 Prix du président de la Société canadienne de météorologie et d'océanographie ;
- 2001, Fellow  de la Société canadienne de météorologie et d'océanographie ;
- 2004, Fellow de l'American Meteorological Society (AMS) ;
- 2007, Remote Sensing Prize de l'AMS ;
- 2007, membre de l'Académie des sciences du Canada.